# LOVE STORY〜AVEC PIANO〜
『LOVE STORY〜AVEC PIANO〜』は、日本のア・カペラ ヴォーカルグループ、SMOOTH ACEの3枚目の日本の名曲を集めたカバー・アルバム。2002年11月16日にTOSHIBA EMIからリリースされ、11曲が収録されている。

## 収録曲
全編曲：TEAM SMOOTH ACE、コーラス・アレンジ：SMOOTH ACE
1. LOVE LOVE LOVE（作詞：吉田美和、作曲：中村正人）3:29[2]
2. Missing（作詞・作曲：久保田利伸）5:04[2]
3. One more time,One more chance（作詞・作曲：山崎将義）5:18[2]
4. Everything（作詞：MISIA、作曲：松本俊明）5:30[2]
5. クリスマス・イブ（作詞・作曲：山下達郎）4:39[2]
6. チェリー（作詞・作曲：草野正宗）5:05[2]
7. PIECE OF MY WISH（作詞：岩里祐穂、作曲：上田知華）5:01[2]
8. そして僕は、途方に暮れる（作詞：銀色夏生、作曲：大沢誉志幸）3:40[2]
9. 雪が降る町（作詞・作曲：奥田民生）5:07[2]
10. 幸せであるように（作詞：浜崎貴史、作曲：FLYING KIDS）5:29[2]
11. CHRISTMAS TREE（作詞・作曲：吉田美奈子）7:06[2]

## パーソネル
重住ひろこ、岡村玄、平慎也、李眞姫（vo, cho）／富樫春生（pf）／小原礼（b）

## スタッフ
レコーディング／ミキシング・エンジニア：加藤博実、マスタリング・エンジニア：原田光晴

## 品番
TOCT-24883

## 配信
発売日：2013-7-10